# Esslingen, Elveția

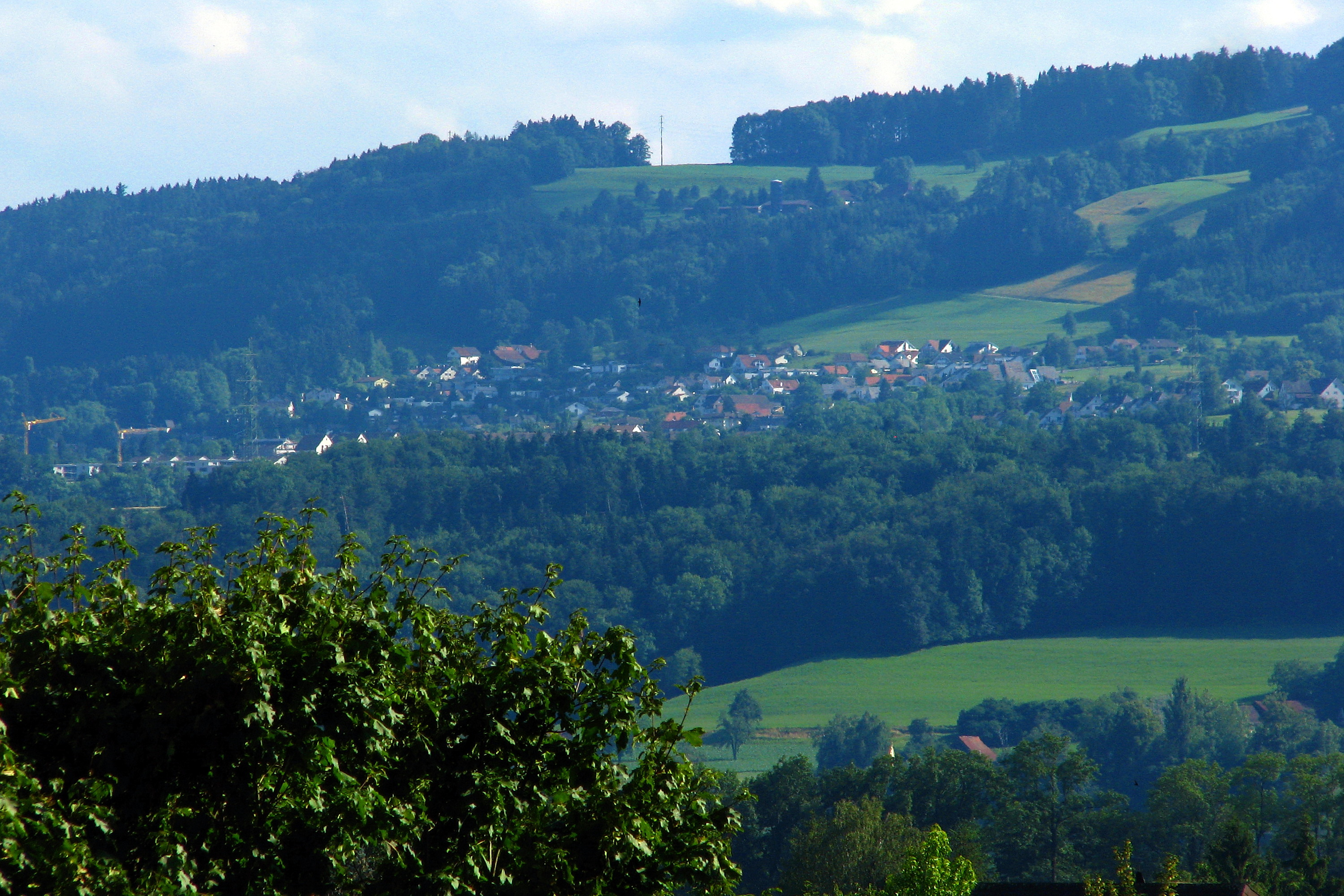
Esslingen

Esslingen este un oraș în Elveția.